# Контрада Пјани (Лече)
Контрада Пјани (итал. Contrada Piani) је насеље у Италији у округу Лече, региону Апулија.
Према процени из 2011. у насељу је живело 71 становника. Насеље се налази на надморској висини од 70 м.